# Casiano Delvalle
Casiano Wilberto Delvalle Ruíz (Lambaré, Paraguay, 13 de agosto de 1970) y es un exfutbolista paraguayo. Jugaba de delantero y militó en diversos clubes de Paraguay, Chile, Japón y China.

## Clubes
| Club                    | País     | Año       |
| ----------------------- | -------- | --------- |
| Sport Colombia          | Paraguay | 1990-1991 |
| Cerro Corá              | Paraguay | 1992-1993 |
| Olimpia                 | Paraguay | 1993-1994 |
| Cerro Corá              | Paraguay | 1995      |
| Unión Española          | Chile    | 1996      |
| Olimpia                 | Paraguay | 1997      |
| Beijing Guoan           | China    | 1997-1998 |
| Sportivo Luqueño        | Paraguay | 1998      |
| Beijing Guoan           | China    | 1999      |
| Shandong Luneng Taishan | China    | 2000-2001 |
| Beijing Guoan           | China    | 2002-2003 |
| Olimpia                 | Paraguay | 2004      |
| Sport Colombia          | Paraguay | 2005      |
| Shonan Bellmare         | Japón    | 2006      |
| Guangzhou Evergrande    | China    | 2007      |
| 3 de Febrero            | Paraguay | 2008-2009 |